# Kolbotn

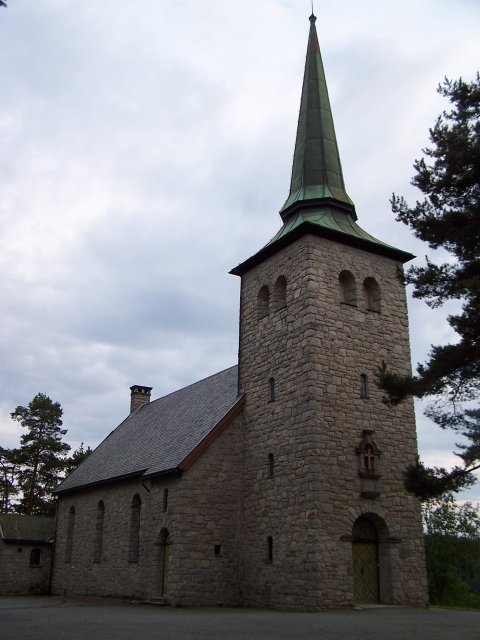
Iglesia de Kolbotn

Kolbotn es un pueblo y el centro administrativo del municipio de Oppegård, en la provincia de Akershus, Noruega. Su población es de unos 6000 habitantes y se encuentra en el distrito tradicional de Follo. Se ubica a 14 km al sur de Oslo, sobre la ruta europea E18 y a orillas del fiordo de Oslo. A pesar de su cercanía, no se considera parte del área metropolitana de la capital. Kolbotn tiene varias escuelas primarias, cuatro escuelas secundarias y una universidad.

## Deportes
El equipo de fútbol Kolbotn IL es originario de aquí. Es uno de los más grandes del país, con cerca de 4000 miembros. Es un club polideportivo con grupos de fútbol, balonmano, gimnasia, natación, ciclismo, baloncesto, voleibol, orientación, snowboard, becas de alto nivel y el deporte para discapacitados; además, ha empezado a practicarse fútbol americano.
En 2006 el equipo femenino de Kolbotn fue un aporte importante a  la liga superior para mujeres en Noruega, la Toppserien. El equipo incluyó a las futbolistas nacionales noruegas Solveig Gulbrandsen, Trine Rønning, Christine Colombo Nilsen y Isabell Herlovsen. Striker Rebecca Angus de Middlesbrough, Inglaterra también jugó cuatro temporadas para Kolbotn en octubre de 2007. Kolbotn ganó la Copa de 2007 al vencer 4-2 en Asker el 7 de noviembre de 2010. Kolbotn terminó en tercer lugar en la liga Toppserien durante tres temporadas (2009-2011) mientras era entrenado por Dan Eggen.

## Música
Kolbotn tiene una activa escena musical. El guitarrista de jazz Eivind Aarset nació en la localidad en 1961; la banda de black metal Darkthrone se formó allí en 1986; y en la ciudad están representados la mayoría de subgéneros del heavy metal: además de Darkthrone, otras bandas formadas en Kolbotn son Turbonegro, Obliteration, Nekromantheon, Beyond Dawn, Infernö o Lamented Souls.
Kolbotn tiene su propia compañía de teatro, llamada Oppegård Amateur Theatre Company, que anualmente representa una obra. Hasta el 8 de noviembre de 2012 había representado aproximadamente 36 obras de diferentes temas.
Finalmente, Kolbotn también ha dado a Noruega uno de los diez cuerpos de élite de la nación: la Kolbotn Concert Orchestra, que quedó la séptima en la edición de la Copa de Noruega de 2011, que anualmente se celebra en Olavshallen, en Trondheim.
- Datos: Q1698870
- Multimedia: Kolbotn / Q1698870